# Echoes (nummer)
"Echoes" is een nummer uit 1971 van de Britse groep Pink Floyd dat verscheen op het album Meddle. De song is geschreven door alle vier de bandleden en duurt in zijn originele vorm 23:30 minuten, zodoende neemt het de gehele B-kant in van het album.
"Echoes" is op het compilatiealbum Echoes: The Best of Pink Floyd in verkorte vorm (16:30) als vijfde track te horen. Het nummer speelt ook nog een belangrijk rol in de film Pink Floyd: Live at Pompeii, waarin het als openingsnummer en als slotnummer is te horen.
Een fragment uit "Echoes" werd later gebruikt als achtergrond voor het nummer "Is There Anybody Out There?" van het album The Wall.

## Inhoud
Het nummer bevat veel muzikale improvisatie en er wordt gebruikgemaakt van ongewone muzikale effecten. Daarnaast kenmerkt het nummer zich door de lange instrumentale passages en de minimale tekst.

## Hitnotering

### NPO Radio 2 Top 2000
| Nummer met noteringen in de NPO Radio 2 Top 2000 | '00 | '01-'10 | '11  | '12 | '13 | '14 | '15 | '16 | '17 | '18 | '19 | '20 | '21 | '22 | '23 | '24 |
| ------------------------------------------------ | --- | ------- | ---- | --- | --- | --- | --- | --- | --- | --- | --- | --- | --- | --- | --- | --- |
| Echoes                                           | 232 | -       | 1467 | 232 | 180 | 171 | 169 | 215 | 212 | 307 | 194 | 324 | 276 | 203 | 227 | 179 |

1. ↑  Een '-' betekent dat het nummer niet was genoteerd en een vetgedrukt getal geeft de hoogste notering aan.
2. ↑  2000 was het eerste jaar met een notering voor dit nummer.